# Wiener Lokalbahnen
Wiener Lokalbahnen GmbH (in acronimo WLB) è una società pubblica austriaca che gestisce la ferrovia Vienna-Baden oltre che alcune linee autobus e trasporti ferroviari di merci. La società è interamente controllata dalla holding Wiener Stadtwerke.